# Manolo Fortich
Manolo Fortich is een gemeente in de Filipijnse provincie Bukidnon op het eiland Mindanao. Bij de laatste census in 2007 had de gemeente ruim 82 duizend inwoners.

## Geografie

### Bestuurlijke indeling
Manolo Fortich is onderverdeeld in de volgende 22 barangays:
| - Agusan Canyon - Alae - Dahilayan - Dalirig - Damilag - Diclum - Guilang-guilang - Kalugmanan - Lindaban - Lingion - Lunocan | - Maluko - Mambatangan - Mampayag - Mantibugao - Minsuro - San Miguel - Sankanan - Santiago - Santo Niño - Tankulan - Ticala |

## Demografie
Manolo Fortich had bij de census van 2007 een inwoneraantal van 82.051 mensen. Dit zijn 7.799 mensen (10,5%) meer dan bij de vorige census van 2000. De gemiddelde jaarlijkse groei komt daarmee uit op 1,39%, hetgeen lager is dan het landelijk jaarlijks gemiddelde over deze periode (2,04%). Vergeleken met de census van 1995 is het aantal mensen met 14.651 (21,7%) toegenomen.

De bevolkingsdichtheid van Manolo Fortich was ten tijde van de laatste census, met 82.051 inwoners op 413,6 km², 198,4 mensen per km².

## Geboren in Manolo Fortich
- Frankie Miñoza (29 december 1959), professioneel golfer